# Universidad del Pacífico (Perú)
La Universidad del Pacífico (siglas: UP) es una universidad privada ubicada en el distrito de Jesús María, en la ciudad de Lima, capital del Perú. Fue fundada el 28 de febrero de 1962 por un grupo de empresarios liderados por Juan Pardo Heeren con la colaboración de la Compañía de Jesús, siendo la cuarta universidad privada más antigua del país. Su actual rectora es Martha Chávez Passano.
La universidad cuenta actualmente con doce carreras de pregrado, entre ellas Economía; Finanzas; Ingeniería Empresarial; Política, Filosofía y Economía; y once programas de posgrado. Se ha ubicado regularmente dentro de los diez primeros lugares a nivel nacional en determinados rankings universitarios internacionales.

## Historia
En 1961, la Unión Nacional de Dirigentes y Empresarios Católicos (siglas: UNDEC), conformada entre otros por Carlos Ferreyros, Juan Pardo Heeren, Alfonso Montero, Alberto Benavides de la Quintana y asesorada por Rómulo Ferrero Rebagliati y Felipe McGregor (S.J.), formaron un comité presidido por Pardo Heeren que debía analizar el proyecto de una universidad dedicada a las disciplinas económicas. El comité invitó al padre Henry J. Winterberger de la Universidad de Loyola, quién recomendó la creación de una universidad dedicada a las áreas administrativas y socioeconómicas.
La Universidad del Pacífico se creó el 28 de febrero de 1962. Figuraban como sus fundadores Juan Pardo Heeren, Enrique East Álvarez-Calderón, Federico Costa Laurent Garrat, Jorge Ferrand Inurritegui, Pablo Carriquiry Maurer, Rómulo Ferrero Rebagliati, James Freeborn Gautterin, Carlos Mariotti Cattaneo, Enrique Novak Wurish, Eugenio Cogorno Cogorno y Felipe Thorndike Beltrán. En marzo de ese mismo año, se iniciaron las actividades administrativas y en abril se dictan las primeras clases en un pequeño edificio de la Avenida Nicolás de Piérola, en el centro de Lima. El primer rector fue Juan Ignacio Elguera MacParlin.

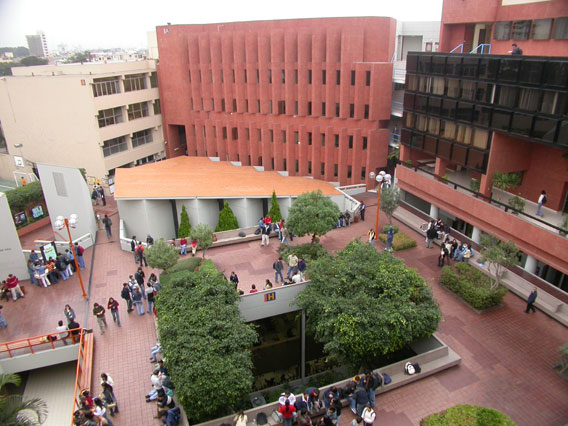
Plaza principal de la Universidad del Pacífico, 2005.

En febrero de 1962, se había creado la Asociación Fomento de la Investigación y la Cultura Superior, bajo la presidencia del doctor Carlos García Gastañeta. Al año siguiente, la Asociación se convirtió en el patronato de la universidad. Un año después, la Compañía de Jesús se hace cargo de la Universidad en lo referente a lo administrativo y lo académico. En 1965 las actividades de la Universidad del Pacífico se mudan al local ubicado en el distrito de Jesús María, el cual ocupa hasta la actualidad. En 1969, se crean las carreras de administración y economía como estudios independientes. En 1971 se funda el Centro de Investigación de la Universidad del Pacífico. En 1973 se crea el Centro de Consultoría en Gestión Empresarial. En 1975 se crea el programa académico de contabilidad y el Fondo Editorial. En 1978 se crea la Escuela de Posgrado, teniendo como su primer programa a la maestría en administración.
En 1987 es creado el Centro de Desarrollo Gerencial de la universidad. En 1993 es creado el centro de idiomas. En 1996, la Universidad del Pacífico, junto con la Pontificia Universidad Católica del Perú, la Universidad Peruana Cayetano Heredia, y la Universidad de Lima, forman el Consorcio de Universidades. En 2000 es creado el Centro de Gestión y Desarrollo de Negocios (siglas: CGDN). En el año 2008 se crearon tres facultades: Derecho, Negocios Internacionales e Ingeniería Empresarial. Posteriormente, en el año 2011 fue instituida una carrera más: marketing, la cual se sumó a la Facultad de Ciencias Empresariales (antes de 2011 llamada Facultad de Administración y Contabilidad), donde inicialmente se encontraban únicamente las carreras de administración y contabilidad.
En el 2011, la universidad es acreditada por AACSB International, una de las principales acreditadoras de escuelas de negocios a nivel internacional. A partir del 2012, la universidad empieza a dictar la carrera de ingeniería de la información y a partir del 2014 la carrera de finanzas. El 28 de febrero de 2012, la Universidad del Pacífico conmemoró sus 50 años de existencia.

## Organización

### Gobierno
| Rector | Nombre                           | Período   |
| ------ | -------------------------------- | --------- |
| 1º     | Juan Ignacio Elguera McParlin    | 1962-1969 |
| 2º     | Guillermo Lohmann Villena        | 1969      |
| 3º     | Pedro Benvenuto Murrieta         | 1971-1977 |
| 4º     | Estuardo Marrou Loayza           | 1977-1989 |
| 5º     | Raimundo Villagrasa Novoa        | 1989-1994 |
| 6º     | José Javier Pérez Rodríguez      | 1994-2004 |
| 7º     | Felipe Ortiz de Zevallos Madueño | 2004-2005 |
| 8º     | Carmen Rosa Graham Ayllón        | 2007-2009 |
| 9º     | Felipe Portocarrero Suárez       | 2009-2014 |
| 10º    | Elsa Del Castillo Mory           | 2014-2019 |
| 11º    | Felipe Portocarrero Suárez       | 2019-2024 |

El gobierno es ejercido a través de la asamblea universitaria, el consejo directivo, el consejo académico, el rector, la vicerrectora académica, la vicerrectora de investigación, el secretario general, y el director general de administración. 
La Asamblea Universitaria se reúne en sesión ordinaria una vez al semestre, y extraordinariamente cuando la convoca el rector o quien hiciera sus veces, o cuando lo solicita más de la mitad de sus miembros o más de la mitad de los miembros del consejo directivo.

### Patronato
En 1962 se fundó la Asociación de Fomento de la Investigación y la Cultura Superior (siglas: AFICS), bajo la presidencia de Carlos García Gastañeta, y al año siguiente esta se convirtió en el patronato de la universidad. En el 2001, la AFICS fue reemplazada por la Asociación Civil Pro Universidad del Pacífico (siglas: APROUP), entidad que agrupa a empresarios y empresas.
El actual Consejo Directivo está conformado por empresarios peruanos:
- Eduardo Torres-Llosa Villacorta (presidente), presidente del directorio de COSAPI y director de Financiera Confianza.
- Alberto Pasco-Font Quevedo (primer vicepresidente), analista económico y consultor independiente.
- Raimundo Morales Llosa (primer vicepresidente), CEO de Yape y exsocio de McKinsey & Company.
- Humberto Nadal del Carpio (director), gerente general de Cementos Pacasmayo.
- Walter Bayly (director), gerente general de Credicorp.
- Roque Benavides Ganoza (director), presidente de la Compañía de Minas Buenaventura.
- Oscar Espinoza Bedoya (director), presidente ejecutivo de Ferreyros SAA.
- Felipe Ortiz de Zevallos (director), presidente del Grupo Apoyo.
- Gianfranco Castagnola Zúñiga (director), presidente ejecutivo de Apoyo Consultoría.
- María del Carmen Vega González (directora), CFO de Trafigura Perú.
- Juan Luis Krüguer Sayán (director), gerente general de Minsur SA.
- Ignacio Bustamante Romero (director) , CEO de Hochschild Mining.
- Jorge Ramos Raygada (director), CEO de SURA Perú y gerente general de AFP Integra.
- Juan Ignacio Rosado Gómez de la Torre (director), gerente general de Volcán Compañía Minera.
- Miguel Uccelli Labarthe (director), gerente general de Scotiabank Perú.
- Carlos Gonzales Camargo (director), ex CEO de Primax.

### Facultades y escuelas

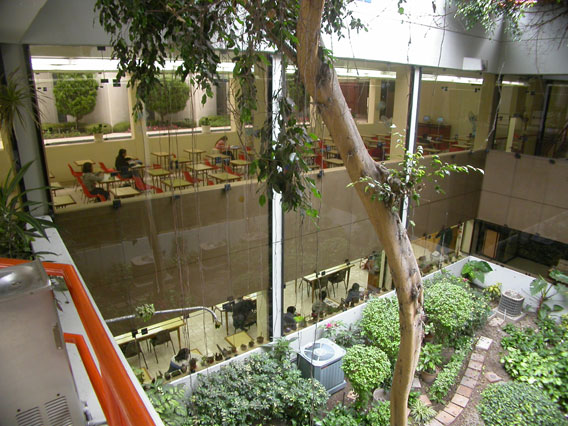
Jardín y sala de estudiantes de la Universidad del Pacífico, 2005.

La Universidad del Pacífico cuenta con las siguientes facultades y escuelas:
- Facultad de Ciencias Empresariales
  - Administración
  - Contabilidad
  - Marketing
  - Negocios Internacionales
- Facultad de Derecho
  - Derecho
- Facultad de Economía y Finanzas
  - Economía
  - Finanzas
  - Política, Filosofía y Economía
- Facultad de Ingeniería
  - Humanidades Digitales
  - Ingeniería de la Información
  - Ingeniería Empresarial
  - Ingeniería en Innovación y Diseño
- Escuela de Postgrado
  - Administración de Negocios (MBA)
  - Auditoría
  - Derecho Administrativo Económico
  - Desarrollo Organizacional y Dirección de Personas
  - Dirección de Marketing y Gestión Comercial
  - Economía
  - Finanzas
  - Gestión de la Inversión Social
  - Gestión Pública
  - Negocios Globales
  - Regulación de Servicios Públicos y Gestión de Infraestructura
  - Supply Chain Management

### Departamentos académicos

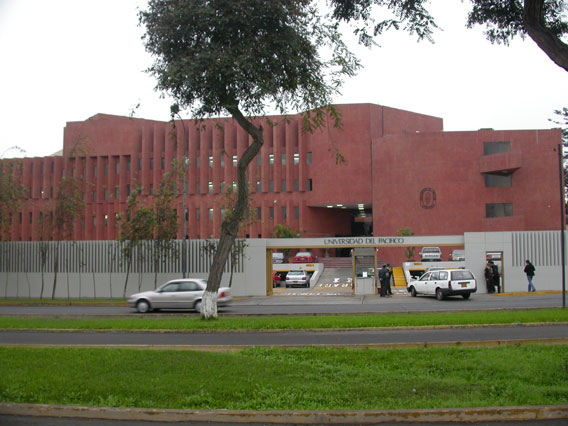
Entrada posterior de la Universidad del Pacífico, 2005.

La Universidad del Pacífico cuenta con los siguientes departamentos académicos:
- Administración
- Ciencias Sociales y Políticas
- Contabilidad
- Derecho
- Economía
- Finanzas
- Humanidades
- Marketing y Negocios Internacionales
- Ingeniería

## Campus
La Universidad del Pacífico posee un campus principal y tres edificios adicionales. El campus principal alberga los pabellones A, B, C, D, E, F, X y Z; así como la Plaza Geis, la Casa del Estudiante, la Escuela Preuniversitaria y la biblioteca Jorge Basadre. Los otros tres edificios son conocidos como Pabellón H, Pabellón I y Pabellón J.

## Investigación

### Centros de investigación
- El Centro de Investigación de la Universidad del Pacífico (siglas: CIUP) es la unidad interdepartamental e interfacultativa a través de la cual la universidad propicia, realiza y difunde la investigación y la consultoría como funciones propias. Está organizado en siete áreas de especialidad. Aunque su agenda específica de proyectos es variada, sus actividades enfatizan principalmente los temas de crecimiento y desarrollo económico, regulación y competitividad, pobreza y políticas sociales, recursos naturales y medio ambiente, relaciones internacionales, gestión empresarial y responsabilidad social.[8] La investigación en la universidad es auspiciada por diferentes fondos, destacando entre estos la Kellogg Foundation,[9] el Banco Mundial, y el BID.
- Centro de Estudios sobre China y Asia-Pacífico (CECHAP)
- Centro de Estudios sobre Minería y Sostenibilidad (CEMS)
- Centro de Ética y Gestión Sostenible (CEGES)

## Ránquines académicos
En los últimos años se ha generalizado el uso de rankings universitarios internacionales para evaluar el desempeño de las universidades a nivel nacional y mundial; siendo estos rankings clasificaciones académicas que ubican a las instituciones de acuerdo a una metodología científica de tipo bibliométrica que incluye criterios objetivos medibles y reproducibles, tomando en cuenta por ejemplo: la reputación académica, la reputación de empleabilidad para los egresantes, la citas de investigación a sus repositorios y su impacto en la web. Del total de 92 universidades licenciadas en el Perú, la Universidad del Pacífico se ha ubicado regularmente dentro de los diez primeros lugares a nivel nacional en determinados rankings universitarios internacionales.